# Vườn quốc gia Gunung Leuser
Vườn quốc gia Gunung Leuser hay vườn quốc gia Núi Leuser là một vườn quốc gia nằm tại phía bắc đảo Sumatra, Indonesia.
Vườn quốc gia có diện tích 7.927 km² nằm giữa ranh giới của các tỉnh Bắc Sumatra và Aceh, lần lượt chiếm một phần tư và ba phần tư diện tích. Vườn quốc gia nằm trên khu vực dãy núi Barisan, được đặt theo tên của núi Leuser (3.119 mét), là nơi bảo vệ một loạt các hệ sinh thái. Một khu bảo tồn đười ươi tại Bukit Lawang nằm trong vườn quốc gia. Cùng với các vườn quốc gia Bukit Barisan Selatan và Kerinci Seblat, Gunung Leuser tạo thành Di sản rừng nhiệt đới ở Sumatra, một Di sản thế giới được UNESCO công nhận từ năm 2004.

## Địa lý
Vườn quốc gia có chiều dài 150 km và rộng hơn 100 km chủ yếu là khu vực miền núi. Trong đó khoảng 40% diện tích, chủ yếu là phía tây bắc vườn quốc gia có độ dốc lớn và độ cao trên 1.500 mét so với mực nước biển. Đây được coi là khu vực hoang dã lớn nhất Đông Nam Á là nơi cung cấp các dịch vụ đi bộ tuyệt vời. Khoảng 12% diện tích, chủ yếu nằm ở nửa phía nam có độ cao thấp hơn mực nước biển dưới 600 mét. Có mười một đỉnh núi cao trên 2.700 mét. Núi Leuser cao 3.119 mét là đỉnh núi cao thứ ba trong dãy Leuser. Đỉnh cao nhất là Tanpa Nama 3.466 mét, là đỉnh cao thứ hai tại Sumatra chỉ sau Kerinci (3.805 mét).

## Sinh thái
Vườn quốc gia này là một trong hai môi trường sống còn lại của loài Đười ươi Sumatra (Pongo abelii), một loài trong Sách Đỏ IUCN ở mức cực kỳ nguy cấp (CR). Năm 1971, Herman Rijksen thành lập trạm nghiên cứu Ketambe, một khu vực nghiên cứu đặc biệt về loài đười ươi. Một số loài động vật khác được tìm thấy trong vườn quốc gia là Voi Sumatra, Hổ Sumatra, Tê giác Sumatra, Vượn mực, Sơn dương Sumatra, Nai, Mèo báo.
Vườn quốc gia là nơi ước tính có khoảng không quá 27 cá thể tê giác Sumatra trong tổng số khoảng 200 cá thể loài này trên toàn Sumatra và Malaysia, chỉ bằng một nửa số lượng 15 năm trước.